# Marthana niveata
Marthana niveata is een hooiwagen uit de familie Sclerosomatidae.